# Thriller psihologic
Thrillerul psihologic este un subgen al filmelor thriller care pune accentul pe elementele psihologice, tensiunea mentală și conflictele emoționale. Acest subgen se concentrează pe stările interioare ale personajelor, pe aspectele psihologice și pe tensiunea generată de incertitudinile și enigmele din mintea acestora.

## Caracteristici generale
Thrillerul psihologic se distinge prin faptul că explorează aspectele psihologice ale personajelor și ale relațiilor dintre acestea. În loc de acțiune intensă și scene de urmărire, acest subgen pune accentul pe tensiunea mentală, misterele și dilemele etice sau morale. Personajele principale adesea se confruntă cu dileme interne profunde și nu este întotdeauna clar cine este de partea binelui și cine de partea răului.

## Istorie și evoluție
Thrillerul psihologic a început să devină popular în a doua jumătate a secolului al XX-lea, deși elemente ale acestui gen pot fi găsite în lucrări mai vechi, cum ar fi cele ale lui Edgar Allan Poe sau în filmele lui Alfred Hitchcock. Regizori precum Roman Polanski și David Fincher sunt cunoscuți pentru explorarea temelor psihologice în filmele lor.

## Exemple notabile
Unele dintre cele mai cunoscute filme de thriller psihologic includ Psycho (1960) regizat de Alfred Hitchcock, Se7en (1995) regizat de David Fincher, și Black Swan (2010) regizat de Darren Aronofsky. Aceste filme sunt recunoscute pentru că explorează adâncimea psihologică a personajelor și pentru crearea unei atmosfere de tensiune constantă.

## Influențe în alte medii
Thrillerul psihologic nu este limitat doar la filme. Acest subgen are o prezență importantă în literatură, televiziune și jocuri video. Serii precum Mindhunter și cărți precum Gone Girl de Gillian Flynn sunt exemple populare de thrillere psihologice în alte medii.